# Blepharopsis mendica

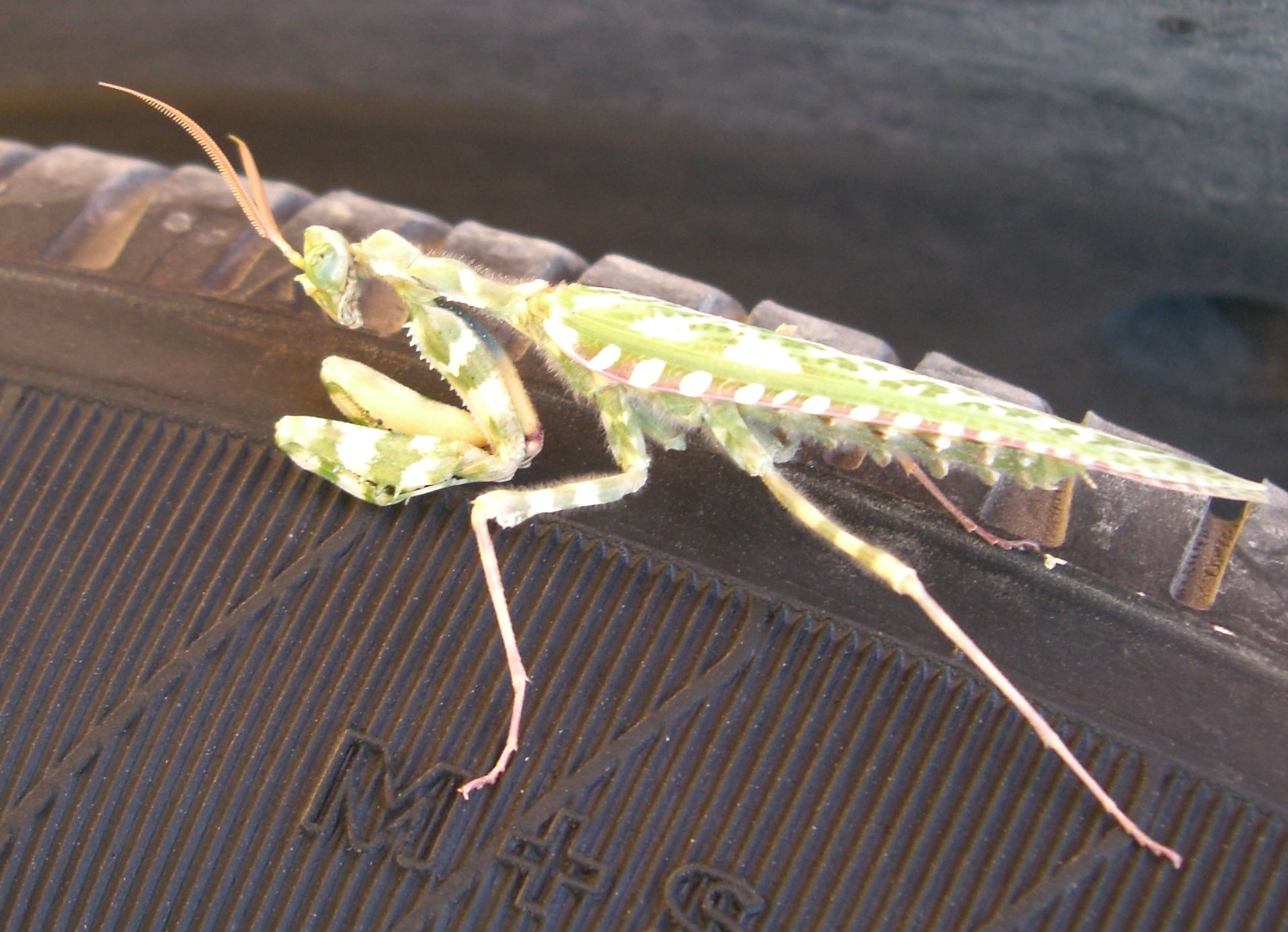
B. mendica sobre un neumático.

El diablillo de las flores (Blepharopsis mendica) es una especie de insecto mantodeo de la familia Empusidae. Su nombre viene por su exoesqueleto con espinas y su color verde menta, aunque se pueden encontrar también en otros colores, dependiendo de la humedad y otros factores ambientales. Sus colores van desde un beige claro hasta un verde azulado muy vivo. A veces también se la conoce como la Mantis de la Flor del Diablo, que no debe confundirse con la Mantis Gigante de la Flor del Diablo (Idolomantis diabolica)

## Distribución geográfica
Se encuentra en climas cálidos, apareciendo en la mitad septentrional de África, en las islas Canarias (España) y en la mitad occidental de Asia. Respecto a las Islas Canarias, ha sido registrada en Tenerife, Gran Canaria, Fuerteventura y Lanzarote, siendo Fuerteventura y Lanzarote donde más abundan.

## Morfología
De este tipo de mantis destaca su cabeza triangular con una prominencia aguda en su frente. Posee un protórax muy desarrollado, con excrecencias laminares que le imprimen forma romboidal con bordes dentados. Sus patas anteriores están dotadas de fuertes espinas dispuestas en dos filas. Su coloración es muy variable, encontrándose con colores blancos, azules, anaranjados o verdes. Sus ojos muestran rayas verticales de color anaranjado, en los machos las antenas son plumadas y del mismo color de los ojos.

#### Dimorfismo Sexual
Como en la mayoría de especies del orden Mantodea, los machos son más delgados y menos voluminosos que las hembras: Las hembras pueden crecer hasta 8 cm de largo, mientras que los machos solo de 5 a 6 cm. Se puede diferenciar el género después de la tercera muda, cuando se pueden contar 8 segmentos en el abdomen de los machos, mientras que en las hembras, solo 6. Cuando los ejemplares son adultos el género se puede determinar fácilmente. Los machos tienen largas antenas plumosas, al igual que todas las especies de la familia Empusidae, mientras que las hembras tienen el abdomen más grande.

## Hábitat y ecología

### Temperatura y humedad
Matorral de bajo porte, cerca del litoral en zonas de baja humedad. Esta especie sobrevive en condiciones bastante cálidas. Su temperatura óptima es alrededor de 30-35 °C. A temperaturas más cálidas aceleran el metabolismo de la mantis, lo que acorta su vida y, en cambio, a temperaturas más frías disminuye su metabolismo, alargando así su vida; ambos extremos son peligrosos para las mantis.
Esta especie tiene muy poca tolerancia a la humedad. Si la humedad relativa es alta puede causar problemas de muda en esta especie. Su humedad relativa óptima gira en torno a un 30-40 %.

### Longevidad
La longevidad de esta especie es relativamente corta. En las hembras es de 8 a 9 meses mientras que en los machos de 6 a 7 meses. La longevidad puede aumentar en cautividad.

### Alimentación
Al ser una especie agresiva, no suele haber problemas en su alimentación. Tiene una dieta variada, aunque, como el resto de Empúsidos, su presa principal son los insectos voladores.

### Reproducción
Como con la mayoría de los Empúsidos, B. mendica alcanza la madurez reproductiva alrededor de 2 semanas después de su última muda a la edad adulta. Sin embargo, esto depende principalmente del clima donde viven, pudiéndose retrasar hasta 3 o 4 semanas después de la última muda. Un aumento en la temperatura de 5 a 10 grados le dará al macho el incentivo para reproducirse. Esta especie, como la mayoría de los Empusids, requiere una gran cantidad de espacio para el apareamiento ya que los machos necesitan mucho espacio para huir y calmarse si la hembra lo asusta o termina de aparearse, aunque no hay casos de canibalismo conocidos durante o después de la cópula.
B. mendica es una mantis muy fértil, llegando a poner más de 7 ootecas con tan solo 2 cópulas. Esta especie generalmente pone su ooteca 1-2 semanas después del apareamiento. La ooteca de esta especie a veces requiere una diapausa (alrededor de 4 semanas) dependiendo de la región de donde provienen los especímenes y tardan mucho en madurar. De ellas nacerán unas 40 ninfas de 1 cm de tamaño. No es frecuente el canibalismo entre las recién nacidas.

## Cautiverio
Es una mantis compleja de mantener, ya que tiene requerimientos muy estrictos de calor, humedad y ventilación. Suele tener problemas de muda en las primeras veces, y cualquier pequeño golpe puede ser fatal para su exoesqueleto formándole heridas que en la muda no puede arreglar. Se necesita experiencia para mantener esta mantis.
Es una mantis que puede estar un largo tiempo sin comer, pero esto le ralentiza excesivamente su próxima muda, llegando a tener más de 2 meses de separación entre muda y muda si no está bien alimentada. Para su dieta lo mejor son insectos voladores que pueda cazar. Se le pueden dar otros insectos como cucarachas (Blatta lateralis) ya que tienen la velocidad suficiente para llamar su atención, pero se obtienen mejores resultados si se les alimenta con pinzas. Alimentarlas con grillos no está indicado ya que les dificulta mucho generar la ovoteca.
Respecto al terrario, esta especie vive en lugares secos y muy áridos, lo que debe ser replicado en su recinto. Es mejor utilizar malla que vidrio, para favorecer la ventilación. La temperatura se puede lograr mediante lámparas de calor o esferas térmicas. La humedad debe mantenerse entre 20-50 % y la temperatura debe estar alrededor de 30 °C. Prefieren la zona alta del terrario, donde se pueden disponer ramas con hojas verdes, que faciliten su camuflaje. No es recomendable el uso de sustratos que acumulen humedad y es recomendable un terrario limpio para evitar la aparición de hongos y bacterias a las que es muy vulnerable, y requiere un terrario 3 o 4 veces más grande que la mantis para que esta pueda estirarse durante la muda.
Esta especie no se considera verdaderamente comunal, pero son más tolerantes entre sí que otras especies. Sin embargo, no se recomienda mantenerlos en una configuración comunitaria, ya que se comerán entre sí a medida que envejecen.